# Valéria Santarém Lira
Valéria Santarém Lira (Manaus, 17 de setembro de 1993) é uma nadadora brasileira. Possui mielomeningocele (malformação congênita da coluna vertebral).

## Conquistas
- Medalhas de prata e bronze nos Jogos Parapan-Americanos de 2007
- Troféu Brasil Paraolímpico e moção de aplauso, em Brasília
- Três medalhas de ouro no Mundial Iwas Taipe, em Taiwan
- Dois bronzes no Mundial Paraolímpico de Berlim